# Землетрясение в Антиохии (115)
Землетрясение в Антиохии — землетрясение, произошедшее 13 декабря 115 года. Оценочная магнитуда составляет 7.5 Ms, а оценочная интенсивность по шкале Меркалли — XI балла. Антиохии и прилегающим районам был нанесён большой ущерб, погибло около 260 000 человек. Землетрясение вызвало цунами, которое уничтожило гавань в Кесарии Приморской. В результате землетрясения погиб консул Римской империи Марк Педон Вергилиан, были ранены римский император Траян и его будущий преемник Адриан.

## Тектоническая обстановка
Антиохия находится недалеко от тройника, в котором пересекаются Африканская, Аравийская и Анатолийская плиты. За последние 2000 лет в этом районе регистрировалось много сильных землетрясений.
Результаты раскопок в северной части Мёртвого моря указывают на то, что примерно с 100 года н.э. вдоль сегмента разлома Миссиаф произошли три крупных землетрясения, самое раннее из которых может быть землетрясением 115 года.

## Землетрясение
Дион Кассий описал землетрясение в Антиохии в своей «Римской истории». По его словам, Антиохия в то время была переполнена солдатами и множеством гражданских лиц, прибывших со всех концов империи, потому что там зимовал Траян. Землетрясение началось с громкого ревущего звука, за которым последовал сильный толчок. В воздух взлетали деревья и люди, что привело к серьёзным травмам. Большое количество людей погибло в результате падения обломков, в то время как многие другие оказались под завалами. Афтершоки, последовавшие за землетрясением в течение нескольких дней, убили ещё больше людей. Траяну удалось выбраться из дома, в котором он жил, выбравшись через окно, и он получил лишь незначительные травмы. Из-за опасности афтершоков он со своей свитой прибыл на открытый ипподром.
Город Апамея также был разрушен землетрясением, Бейруту был нанесён значительный ущерб. Цунами, вызванное землетрясением, затронуло ливанское побережье, особенно в Кесарии и Явне. Гавань в Кесарии Приморской, вероятно, была уничтожена цунами.
Число погибших в результате землетрясения оценивается примерно в 260 000 человек.

## Последствия
Восстановление Антиохии было начато Траяном, но, по-видимому, завершено Адрианом. Траян приказал установить копию статуи Тюхе скульптура Эвтихида в новом театре в ознаменование восстановления города. Почти все мозаики, найденные в Антиохии, датируются периодом после землетрясения.